# Jean Vercoutter
Jean Vercoutter est un universitaire, archéologue et égyptologue français né le 20 janvier 1911 à Lambersart et mort le 16 juillet 2000 à Paris.

## Biographie

### Origine et formation
Né à Lambersart (près de Lille), ses parents s'installent à Paris au début de la Première Guerre mondiale en 1914. Il fait ses études secondaires à l'Institution Notre-Dame de Sainte-Croix à Neuilly-sur-Seine et y obtient son baccalauréat en 1928.
Il fréquente d'abord l'Académie Julian pour s'initier à la peinture mais se tourne bientôt vers l'égyptologie
Ayant pour professeur Alexandre Moret, Raymond Weill et Gustave Lefebvre, il poursuit ses études supérieures à la faculté des lettres de Paris où il obtient une licence-ès-Lettres en 1937 et à l'École pratique des hautes études IVe section dont il sort diplômé en 1939 avec une thèse sur « Les objets égyptiens et égyptisants du mobilier funéraire carthaginois ». L'Académie des inscriptions et belles-lettres lui décerne le prix Bordin en 1946 pour cet ouvrage.
Il est alors nommé pensionnaire de l'Institut français d'archéologie orientale du Caire (IFAO) mais ne peut s'y rendre du fait du déclenchement de la seconde guerre mondiale. Il est mobilisé en 1940 puis démobilisé en 1941 et nommé Chargé de mission au Musée du Louvre. Il occupe cette fonction jusqu'à son départ à l'IFAO en 1945. Il participe aux fouilles égyptiennes de Karnak, de Dara et dirige celle de Tôd.

### Carrière professionnelle
De retour en France, il intègre (1949-1955) le CNRS comme chargé puis maître de recherches. Il soutient sa thèse de doctorat en 1952 à l'université de Paris sous le titre « L'Égypte et le monde égéen préhellénique. Étude des sources égyptiennes au début de la XIIIe et à la fin de la XIXe dynastie ».
En 1953, Jean Vercoutter ouvre un chantier au Soudan, les fouilles en Égypte étant alors interdites. Le rôle qu'il occupe alors dans les fouilles au Soudan qui accède à l’indépendance lui voit confier, de 1955 à 1960, par les autorités du pays la direction du service des Antiquités et de l'anthropologie. Il organise durant cette période le Musée national de Khartoum et lance un appel pour le sauvetage des antiquités soudanaises - dont il a fait l'inventaire - qui pourraient être englouties sur le territoire soudanais avec la construction du Haut barrage d'Assouan décidée par Nasser en 1955.
Durant ces années d'archéologie et de fouilles, Jean Vercoutter oriente ses recherches sur les relations entre Égyptiens et Préhellènes. Avec érudition et prudence critique, il offre, à partir des sources égyptiennes, des conclusions fermes et pondérées sur les rapports entre ces deux grandes civilisations : la pharaonique et la crétoise (relayée par Mycènes). C'est ce que sa thèse de 1952 reflète.
De retour en France en 1960, il est nommé maître de conférences puis professeur à l'université de Lille. Il y enseigne la langue égyptienne, l’histoire ainsi que l’archéologie. En 1976, le décès accidentel de Serge Sauneron, directeur de l’Institut français d'archéologie orientale, réoriente sa carrière en en faisant son successeur. Il occupe cette fonction au Caire de 1977 à 1981. Il y dirige alors notamment les fouilles archéologiques sur le site de Balat.
Retraité en 1981, Jean Vercoutter publie plusieurs livres avant de décéder le 16 juillet 2000. Son épouse Odette est morte en 2011.
Personnalité importante de l'égyptologie, Jean Vercoutter demeurera fidèle à ses amitiés picturales, notamment Alfred Manessier ou Jean Le Moal. Ses archives sont léguées à l'université Lille-III en septembre 2012.

## Distinctions
Jean Vercoutter, après en avoir été membre correspondant en 1974, est élu membre de l'Institut en mai 1984, au sein de l'Académie des inscriptions et belles-lettres.

## Publications
- Avec Cyril Aldred, J.L. Cenival, F. Debono, Christiane Desroches Noblecourt, Jean-Philippe Lauer et Jean Leclant, Le temps des pyramides, L'univers des formes, Gallimard, Paris, 1978.
- Avec Ch. Desroches Noblecourt, Un siècle de fouilles françaises en Égypte 1880-1980, à l'occasion du centenaire de l'école du Caire (IFAO), musée du Louvre, musée d'art et d'essai, Palais de Tokyo, Paris, 21 mai / 15 octobre 1981, IFAO, Le Caire, 1981.
- Essai sur les relations entre Égyptiens et pré-hellènes[7], no 6, L'orient ancien illustré, A. Maisonneuve, Paris, 1954.
- L'Égypte et le monde égéen pré-hellénique, étude critique des sources Égyptiennes du début de la XVIIIe à la fin de la XIXe dynastie, no 22, BdE, IFAO, Le Caire, 1956.
- L'Égypte ancienne, Que sais-je ?, no 247, PUF, Paris, 1960, 1982.
- Institut français d'archéologie orientale du Caire, Livre du Centenaire (1880-1980), no 104, MIFAO, Le Caire, 1980.
- Les Affamés d'Ounas et le changement climatique de la fin de l'Ancien Empire, MGEM, IFAO, Le Caire, 1985.
- À la recherche de l’Égypte oubliée, collection « Découvertes Gallimard / Archéologie » (no 1), Gallimard, Paris, 1986, 1988, 1991, 1998, 2000 et 2007.
- L'Égypte à la chambre noire : Francis Frith, photographe de l'Égypte retrouvée, coll. « Découvertes Gallimard Albums », Gallimard, Paris, 1992.
- L'Égypte et la vallée du Nil, des origines à la fin de l'ancien empire 12000-2000 Av. J.-C., Nouvelle Clio, PUF, Paris, 1992[8].
- Le déchiffrement des hiéroglyphes égyptiens 1680-1840, p. 579-586, The Intellectual Heritage of Egypt, Budapest, 1992.
- La fin de l'Ancien Empire : un nouvel examen, Vol. 2, p. 557-562, Atti del VI Congresso Internazionale di Egittologia, Turin, 1993.
- Les barrages pharaoniques. Leur raison d'être, p. 315-326, Les problèmes institutionnels de l'eau en Égypte ancienne et dans l'Antiquité méditerranéenne, IFAO, Le Caire, 1994.
- Étude des techniques de construction dans l'Égypte ancienne, 3, la décoration des parois, son principe et les dangers d'équivoques qu'elle peut entraîner en ce qui concerne la datation des édifices, MGEM, IFAO, Le Caire, 1985.